# 中谷正寛
中谷 正寛（なかたに まさひろ、1943年（昭和18年）9月25日 - ）は、日本の元陸上自衛官。第28代陸上幕僚長。

## 略歴
大阪府出身（2015年現在東京都在住）。1966年（昭和41年）3月：防衛大学校第10期卒業、陸上自衛隊に入隊。
1981年（昭和56年）1月：2等陸佐に昇任。1985年（昭和60年）7月：1等陸佐に昇任。1986年（昭和61年）8月1日：第3師団司令部第3部長。1988年（昭和63年）3月16日：第28普通科連隊長兼函館駐屯地司令。1991年（平成03年）3月16日：陸上幕僚監部防衛部防衛課長。7月1日：陸将補に昇任
1992年（平成04年）6月16日：東部方面総監部幕僚副長。1994年（平成06年）7月1日：北部方面総監部幕僚長兼札幌駐屯地司令。1996年（平成08年）7月1日：陸将に昇任、第20代 第4師団長。1998年（平成10年）7月1日：第22代 中部方面総監。2001年（平成13年）1月11日：第28代 陸上幕僚長に就任。
2002年（平成14年）6月20日：防衛庁リスト事件で注意（指揮監督義務違反）処分を受ける。12月2日：退官。
2003年（平成15年）：小松製作所顧問に就任。2015年（平成27年）4月29日：瑞宝重光章受章。

## 栄典
- 瑞宝重光章 - 2015年（平成27年）4月29日